# مارگارت هارتلی
مارگارت هارتلی (انگلیسی: Margaret Hartley؛ ۱۹۰۶ – ۱۵ نوامبر ۱۹۶۴) ژیمناست هنری زن اهل بریتانیا بود.